# La trovata di La Souris
La trovata di La Souris pubblicato più recentemente con il titolo Il sorcio (souris in francese significa topo) è un romanzo di Georges Simenon; il titolo originale è Monsieur La Souris ("il signor La Souris"). Il romanzo è stato scritto da Simenon nel 1937 quando risiedeva nell'isola di Porquerolles (Var, Francia).
Un pre originale fu pubblicato in 35 puntate dal 7 marzo al 10 aprile 1937 sul quotidiano Le Jour. Il libro è uscito in stampa il 6 settembre 1938 presso Gallimard
Il manoscritto fu messo all'asta per il beneficio dei prigionieri di guerra, per iniziativa dell'autore, nel 1943.

## Trama
Un vecchio vagabondo soprannominato il Sorcio ovvero Monsieur La Souris, trova un escamotage per farsi accompagnare in questura e una volta arrivato, sorpresa, dichiara di aver trovato una busta contenente una notevole somma in dollari e in franchi. La "trovata" era stata pensata a lungo. Il sorcio non poteva tenerseli, l'improvvisa ricchezza avrebbe dato nell'occhio, le domande sarebbero piovute a cascate e l'avrebbero sospettato di furto . Chi gli avrebbe creduto nel ritrovamento casuale ? La trovata era puntare sul fatto che nessuno avrebbe reclamato i soldi e così, dopo un anno sarebbero stati legalmente suoi. Con quel denaro avrebbe potuto comprare una casetta a Bischwiller-sur-Moder suo paese natale, e avrebbe finalmente trascorso gli ultimi anni senza dover dormire sotto i ponti o su una panchina racimolando qualche franco con la sua istrioneria.
Il fatto è che quei soldi li aveva sì trovati, ma dentro un portafoglio che era caduto aprendo la portiera di un'auto. Nell'auto c'era un morto.
Il sorcio deve sbarazzarsi del portafoglio ma fa un'ulteriore pensata. E se qualcuno reclamasse i soldi ? Per dimostrarne la proprietà dovrebbe dirne l'esatto ammontare. La curiosità, o la troppa furbizia, si sa, può far fare strane cose e così frugando nel portafoglio dove vuole lasciare qualche banconota, trova una busta vuota e la fotografia di una giovane donna. Prima di nascondere la fotografia nella fodera del cappello sul retro della foto formato tessera trascrive però il nome del destinatario della lettera: Sir Archibald Landsburry. Il Sorcio sale quindi su un autobus, che sa di poter riconoscere, e nasconde il portafogli sotto un sedile. 
In questura al momento della dichiarazione del ritrovamento c'era anche l'ispettore Lognon (che più avanti Simenon inserirà anche in alcuni romanzi con Maigret protagonista), soprannominato l'ispettore scorbutico. Un poliziotto pignolo dall'aria triste che non era mai riuscito a far carriera. Lognon non crede alla storia raccontata dal Sorcio. Da quel momento inizia a seguirne le mosse e tra i due inizia un gioco con alternanza di ruoli come tra gatto e topo. 
Monsiur La Souris ha però una sorpresa, né il giorno dopo né i seguenti, i giornali parlano di una persona trovata cadavere in un'automobile. 
Una notte che il sorcio era finito in guardiola, Lognon nel perquisire gli abiti trova la fotografia nascosta della ragazza che però non riesce a collegare con la storia. La ragazza, tale Lucille Boisvin viene presto rintracciata e si scopre essere una ragazza madre che convive con un certo Edgard Leroy rappresentante con la sola passione dei francobolli il quale è molto spesso via per lavoro.
Lucille non aveva notizie di Loroy da giorni ed era preoccupata, del nome sul retro della fotografia non sapeva chi fosse. Lognon indagando scopre che l'unico Archibald Landsburry a Parigi era un ambasciatore ma era un Lord e non un Sir. Che ruolo ha in quella storia ?
Un altro elemento si intromette: un importante finanziere svizzero, Edgard Loem è scomparso da giorni dall'albergo nel quale normalmente alloggiava quanto si trovava a Parigi per affari. Il Gruppo di Basilea, la società per la quale Loem lavora, inizia a fare pressioni sulle autorità. Morto o vivo la società deve sapere cosa è successo al finanziere perché deve prendere importanti decisioni . Non ci vuole molto per capire che Loem e Leroy sono la stessa persona e che l'uomo d'affari conduceva una doppia vita. Di Leom e della macchina da lui noleggiata pero' nessun traccia.
Nella vicenda Simenon introduce altri fatti e personaggi che servono solo ad arricchire il plot senza però avere un reale aggancio con la "vera" storia dell'uomo scomparso. Solo il Sorcio sa che è e morto, ma se ne guarda bene dal dirlo avendo solo in mente come proteggere la busta con i soldi che giace nell'ufficio oggetti smarriti.
Il punto di svolta avviene quando il superiore di Lognon, ovvero il commissario Lucas (anche lui già incontrato nei romanzi di Maigret) prende in mano la situazione e intuisce, come il Sorcio e Lognon, ognuno indipendentemente dagli altri, che dietro ad un annuncio ripetuto su un giornale poteva esserci la pista per la risoluzione del caso. L'annuncio a nome di tale Archibald propone un incontro ad una certa ora e in dato posto. Per farsi riconoscere l'interessato dovrà portare una copia del New York Herald. Per una serie di coincidenze, Lucas convince il Sorcio a far da cavia per tendere una trappola agli ignoti inserzionisti. La Trappola però non scatta come concordato e Monsieur La Souris viene rapito. Sono tre i tipi coinvolti nell'assassinio e che sembrano essere più interessati al portafogli che al denaro. Con le cattive si fanno dire dove si trova il portafogli. Lucas però aveva pianificato il tutto e la fuga dei rapitori era stata seguita passo passo da decine di poliziotti in continuo contatto telefonico. Al momento opportuno Lucas arresta i tre complici e scopre i retroscena del tutto. 
La busta insignificante indirizzata a tale Archibald Landsbury era dell'Ottocento e affrancata con rarissimi francobolli. La truffa in cui era cascato Loem era stato fargli credere in uno scambio con altri francobolli ancora più rari e di estremo valore. La vera intenzione dei tre era di rubargli i francobolli uccidendolo, ma sul più bello era comparso il Sorcio. Dato che del cadavere e dell'auto non vi era nessuna traccia i tre sono accusati solo di sequestro del vecchio e Monsieur La Souris non rientrerà mai in possesso della busta. Solo tempo dopo verrà ripescata per caso un'automobile con dentro un cadavere, quello di Loem alias Leroy.

## Adattamenti cinematografici
Da questo libro è stato tratto nel 1942 il film Monsieur La Souris, con la regia di Georges Lacombe.
Nel 1950 per la regia di Gordon Parry è stato girato Midnight Episode, film britannico con l'attore inglese Stanley Holloway

## Edizioni italiane
- Georges Simenon, La trovata di La Souris, trad. Bruno Just Lazzari, Mondadori (“Il Girasole”), 1959
- Georges Simenon, Il Sorcio, trad. di Simona Mambrini, Adelphi ("Biblioteca Adelphi" n° 668), Milano 2017 ISBN 978-88-459-3171-0